# Turki bin Salman Al Sa'ud
Turkī bin Salmān Āl Saʿūd (Riyad, 1987) è un imprenditore saudita, membro della famiglia reale Āl Saʿūd.

## Primi anni di vita e formazione
Il principe Turki è nato a Riad nel 1987 ed è figlio di re Salman e della sua terza moglie, Fahda bint Falah Al Hithlain. È fratello germano del principe Mohammad, ministro della difesa del regno e principe ereditario.
Turki ha conseguito una laurea in marketing presso l'Università Re Sa'ud.

## Carriera
Il principe è presidente della Holding Tharawat. Il 9 febbraio 2013, è stato nominato presidente del Gruppo saudita di ricerca e marketing in sostituzione di suo fratello Faysal che era stato nominato governatore della provincia di Medina.